# Fred Stalder

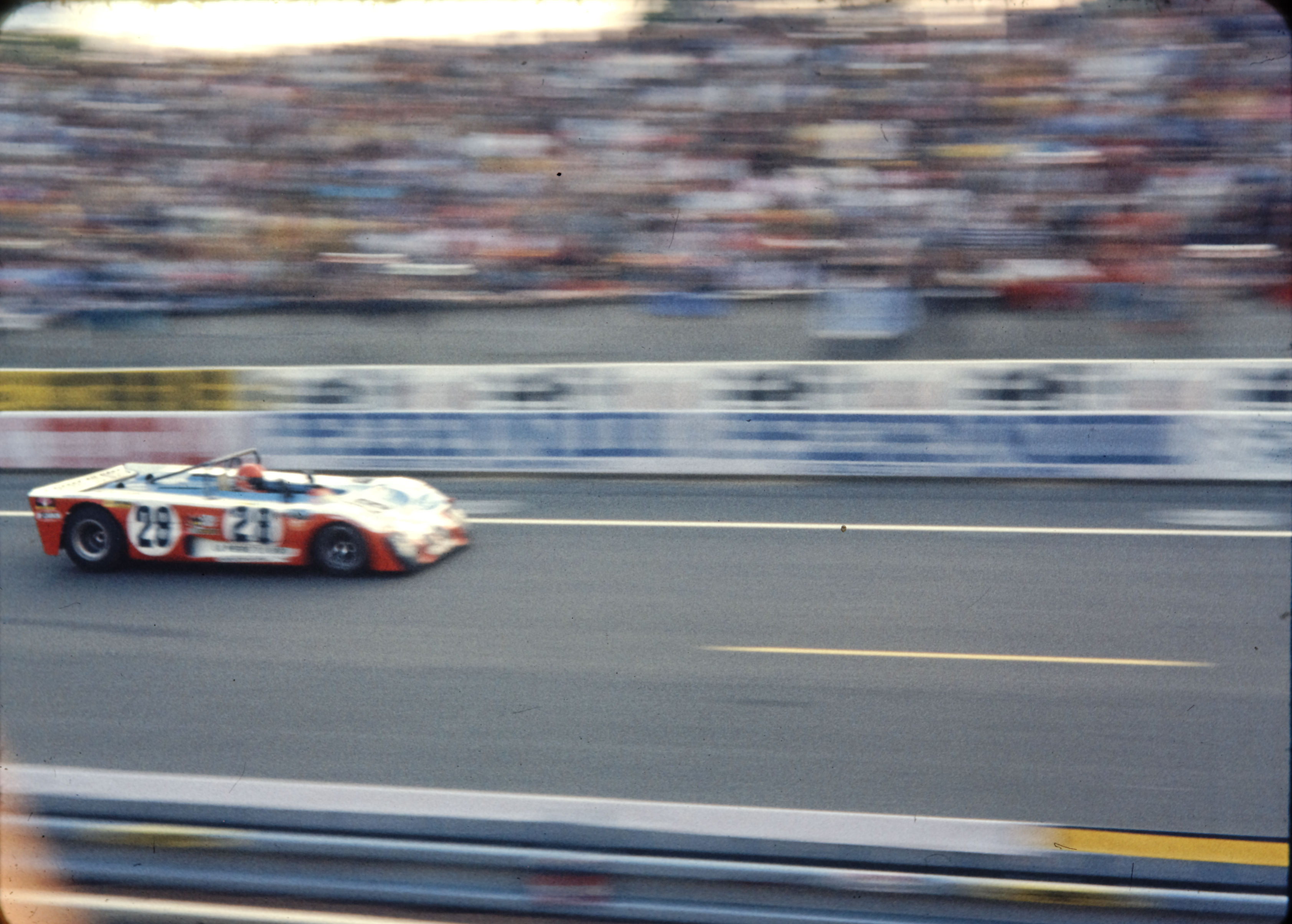
Fred Stalder im Lola T290 beim 24-Stunden-Rennen von Le Mans 1973

Fred Stalder (* 30. März 1942 in Moutier) ist ein ehemaliger französischer Autorennfahrer und Rennstallbesitzer Schweizer Abstammung.

## Racing Organisation Course
Anfang der 1970er-Jahre gründete Fred Stalder in Annemasse am Genfersee ein Unternehmen für Motorenbau- und Motortuning, aus dem später der Rennstall Racing Organisation Course hervorging. Bekannt wurde das Unternehmen zunächst als Motortuner. Der 2-Liter-ROC-Motor, entwickelt aus einem Simca-Chrysler-4-Zylinder-Reihenmotor leistete knapp 300 PS und war in den 1970er- und 1980er-Jahren ein viel eingesetzter Rennmotor.
Der Rennstall war im Sportwagensport erfolgreich und bis in die 2000er-Jahre aktiv. Mit ROC kam Volkswagen erstmals zum 24-Stunden-Rennen von Le Mans. Der Reynard 2KQ wurde 2000 und 2001 von einem Volkswagen-4-Zylinder-Reihenmotor HPT16 2.0L Turbo angetrieben.

## Karriere als Rennfahrer
Die Fahrerkarriere von Fred Stalder begann in den frühen 1970er-Jahren. 1971 fuhr er in der französischen Formel-Renault-Meisterschaft und beendete die Saison hinter Michel Leclère, Alain Serpaggi, Jannick Auxéméry, Alain Cudini, Jacques Laffite und Roger Dubos an der siebten Stelle der Endwertung.  Nach einigen erfolglosen Einsätzen in der Formel 2 wandte Stalder sich 1973 dem Sportwagensport zu.
Stalder war bis zum Ende seiner Fahrerkarriere mit dem Ablauf der Saison 1977 Fahrer und Teamchef in Personalunion. Danach konzentrierte er sich bis zu seinem Ruhestand auf die Führung seines Unternehmens. Dreimal war er als Fahrer beim 24-Stunden-Rennen von Le Mans am Start, konnte sich aber nie klassieren. Zählbare Ergebnisse erreichte er in der Sportwagen-Europameisterschaft. 1974 wurde er auf einem Lola T294 Gesamtvierter bei der Trophée d’Auvergne, dem 2-Stunden-Rennen von Hockenheim und dem 2-Stunden-Rennen von Jarama.

## Statistik

### Le-Mans-Ergebnisse
| Jahr | Team                       | Fahrzeug    | Teamkollege     | Teamkollege       | Platzierung | Ausfallgrund       |
| ---- | -------------------------- | ----------- | --------------- | ----------------- | ----------- | ------------------ |
| 1973 | Jacques Henry              | Lola T290   | Jacques Henry   | Bernard Grobot    | Ausfall     | Aufhängung         |
| 1974 | Racing Organisation Course | Lola T292   | Robert Mieusset | François Sérvanin | Ausfall     | Benzineinspritzung |
| 1976 | Société ROC                | Chevron B36 | Alain Flotard   | Albert Dufréne    | Ausfall     | Ölpumpe            |